# داليان ييفانغ
نادي داليان ييفانغ لكرة القدم هو نادي كرة قدم احترافي مقره مدينة داليان (الصين)، الصين وهو حامل اللقب الحالي للدوري الصيني الدرجة الأولى.